# Vite a termine
Vite a termine è un film per la televisione del 1995, diretto da Giovanni Soldati e tratto da un romanzo di Milena Massari. Fu trasmesso in prima visione giovedì 23 marzo 1995 su Rai 2 con un ascolto medio di 5.195.000 telespettatori.

## Trama
La storia di Milena, un'oncologa che scopre lei stessa di essere malata di cancro.

## Critica
Storia che non aveva mancato nei giorni scorsi di suscitare qualche polemica. Gli spot trasmessi dalle reti Rai proponevano infatti una successione di immagini dell'attrice "trasformata" dalla malattia che erano accompagnate da quel titolo non proprio ottimista "Vite a termine" avevano turbato più di un malato o familiare di malato. (Dario Formisano, Chi ha paura di Anna?, l'Unità, Roma, 23 marzo 1995, p.8)